# Quartier des Halles

Mapa do 1er arrondissement.

Quartier des Halles é um dos quatro bairros do 1º arrondissement da cidade de Paris, na França.
Tem esse nome por causa das Halles de Paris, um antigo mercado de alimentos frescos, que mais tarde foi substituído pelo moderno Forum des Halles que, por sua vez, abriga a maior estação subterrânea do mundo, a Gare de Châtelet - Les Halles. Encontra-se ainda ali a Église Saint-Eustache de Paris, a Fonte dos Inocentes e a Bourse de commerce.   
Sob o Antigo Regime, o bairro comportava igualmente o Cemitério dos Inocentes, fechado em 1780 por razões de higiene.